# شب پرستاره
شبِ پُر ستاره (به هلندی: De sterrennacht) یک نقاشی رنگ روغن است که توسط نقاش و طراح معروف سمبولیسم هلندی، وینسنت ون گوگ، در سال ۱۸۸۹ خلق شده‌است. این اثر نه‌تنها یکی از شاهکارهای ون گوگ است، بلکه به‌عنوان یکی از نمادهای هنر نوگرای اروپا نیز به‌شمار می‌آید.
ون گوگ این اثر را در بیمارستانی روانی در سن-رمی-دو-پروانس در جنوب فرانسه که در آن بستری بود و یک سال قبل از مرگ خود کشید. این اثر هم‌اکنون در موزه هنر مدرن در نیویورک نگهداری می‌شود.
ونگوگ خودش در نامه ای به برادرش این گونه می نویسد که:《امروز صبح، ساعت‌ها قبل از طلوع آفتاب، حومه شهر را از پنجره با کمک نور ستاره‌های صبحگاهی دیدم که بسیار بزرگ به نظر می‌رسیدند.》پنجره‌ای که «ون‌گوگ» درباره آن در نامه‌ به برادرش صحبت کرده بود، پنجره آسایشگاه «سینت پائول» واقع در جنوب فرانسه بود که مدتی را آن سپری کرده بود و این ایده سرچشمه شکل گیری این اثر است.

## تصورات اشتباه درباره اثر شب پر ستاره
یک تصور غلط درباره تابلوی شب پرستاره این است که ونگوگ این شاهکار را در حالی که از پنجره اتاقش در بیمارستان روانی به آسمان نگاه می کرد، کشید. اگرچه حقیقت به اندازه باور اشتباهی که وجود دارد رمانتیک نیست اما ونگوگ در بیمارستان برای نقاشی یک استودیوی جداگانه داشت که صبح ها در آن کار می کرد و اصلا پنجره نداشت! البته ونگوگ چند طرح اولیه از پنجره اتاقش ثبت کرده بود و در تابلوی شب پرستاره رشته کوه کم ارتفاعی که از پنجره اتاق این هنرمند دیده می شد نیز به چشم می‌خورد. نقاشی شب پرستاره ترکیبی از تصاویر واقعی و تخیلی است: ون گوگ روستایی را که از پنجره اتاقش می دید روی بوم آورد اما درباره آسمان کمی تخیل به خرج داد. البته برخی جزئیات درباره آسمان نیز از لحاظ تاریخی دقیق هستند؛ اخترشناسان آن جسم سماوی را که در سمت چپ بخش مرکزی بوم وجود دارد، به عنوان سیاره زهره شناسایی کرده اند که در تابستان ۱۸۸۹ به طور خاصی درخشان بود. همچنین صورت های فلکی چون ستاره سروش، ذات‌الکُرسی و اسب بالدار نیز در جای درستی قرار داده شده اند. حتی برخی اخترشناسان تا آنجا پیش رفتند که بگویند صحنه نقاشی شب پرستاره مربوط به ساعت ۴ صبح روز ۱۹ ژوئن سال ۱۸۸۹ است.

## جزئیات اثر
آسمان در شبی پوشیده شده با ابرهایی چرخ‌چرخان، ستارگانی فروزان و هلال درخشان ماه، پس‌زمینه رؤیاگونهٔ این اثر را تشکیل می‌دهند. اگرچه در توصیف عناصر اثر به وضوح اغراق شده‌است اما به سادگی می‌توان با آنها عجین شد. این آسمان چشم بیننده را روی تابلو در تعقیب خطوط خمیده‌اش به حرکت درمی‌آورد و دیدی نقطه به نقطه با ستارگان به وجود می‌آورد. در پایین خط افق و در زیر تپه، شهر کوچکی قرار دارد که آرامش در ساختمان‌هایش موج می‌زند. رنگ‌های تیره خانه‌هایی با پنجره‌های روشن. برج بلند کلیسا در مرکز شهر روی ساختمانهایی کوچک‌تر، تلقینی از مقیاس زمینی به همراه حس ثبات و خداگرایی که معمولاً در کارهای دیگر ونگوگ نیز تکرار شده‌است می‌دهد. در سمت چپ اثر، ترکیبی بزرگ، تاریک و تاحدودی مبهم دیده می‌شود که مقیاس‌ها را به هم می‌ریزد و ذهن بیننده را درگیر ماهیت آن می‌کند. حدس‌ها از کوه تا بوته‌ای بزرگ و پر شاخ و برگ، متفاوت است و شناخت به بیننده واگذار شده‌است.